# Клод Джозеф Сотьє
Клод Джозеф Сот'є (фр. Claude Joseph Sauthier; 10 листопада 1736 — 26 листопада 1802) — французький ілюстратор, кресляр, землемір та картограф. Він працював на британський колоніальний уряд в американських колоніях до та під час Війни за незалежність США.

## Ранні роки
Клод Джозеф Сот'є народився 10 листопада 1736 року в місті Страсбург, Франція. Він отримав ранню підготовку як ілюстратор і кресляр, а його впливами були видатні майстри садового дизайну Дезальє д'Аржантвіль та Александр Леблон. Декілька робіт Сот'є з 1750-х років зберігаються у бібліотеці Великої Семінарії в Страсбурзі. У 1763 році Сот'є написав трактат A Treatise on Public Architecture and Garden Planning.

## Прибуття в Північну Кароліну
У 1767 році Сот'є емігрував до Америки на запрошення британського королівського губернатора Північної Кароліни Вільяма Трайона. Сот'є супроводжував губернатора Трайона під час подорожей провінцією з 1768 по 1771 рік, картографуючи міста, які мали стратегічне військове значення для Трайона. Він створив карти таких міст, як Бат, Боферт, Брансвік Таун, Кросс-Крік (нині Феєтвілл), Ідентон, Галіфакс, Гіллсборо, Нью-Берн, Солсбері, Вілмінгтон, а також карту табору і поля битви при Аламансі. Сот'є також брав участь у проєктуванні садів губернаторського будинку (нині відомого як Трайон-палац) в Нью-Берні. Оригінальні копії карт Сот'є зберігаються у колекції короля Георга III в Британській бібліотеці у Лондоні, Державному архіві Великої Британії, а також у відділі архівів і історії Північної Кароліни в Ралі, Північна Кароліна, і колекції Клінтона в бібліотеці Вільяма Л. Клементса при Мічиганському університеті.

## Пізні роки
Коли в середині 1771 року Трайон залишив Північну Кароліну, щоб обійняти посаду британського королівського губернатора Нью-Йорка, Сот'є переїхав разом із ним і був призначений землеміром провінції Нью-Йорк. У цей час Сот'є також відіграв важливу роль у встановленні кордону між Нью-Йорком і Квебеком.
У 1776 році Сот'є картографував Стейтен-Айленд для британського генерала.